# برپاخیزان جهنم: دادرسی
برپاخیزان جهنم: دادرسی (انگلیسی: Hellraiser: Judgment) یک فیلم ترسناک آمریکایی به کارگردانی و نویسندگی گری جی تونی کلیف که در سال ۲۰۱۸ منتشر شد. در این فیلم فراطبیعی رندی وین و هدر لنگن‌کمپ ایفای نقش کرده‌اند. این فیلم دهمین قسمت از این مجموعه می‌باشد قسمت اول برپاخیزان جهنم در سال ۱۹۸۷ منتشر شد.
واژه هل‌ریزر (Hellraiser) در زبان انگلیسی به معنی فردی است خشونت‌آفرین و سرکش‎